# Bridgewater Township (New Jersey)
Bridgewater Township ist ein Township im Somerset County, New Jersey, USA. Das U.S. Census Bureau ermittelte bei der Volkszählung 2020 eine Einwohnerzahl von 45.977.

## Geographie
Nach den Angaben des United States Census Bureaus hat die Stadt eine Gesamtfläche von 84,3 km², wovon 84,0 km² Land und 0,2 km² (0,28 %) Wasser ist.

## Demographie
Nach der Volkszählung von 2000 gibt es 42.940 Menschen, 15.561 Haushalte und 11.888 Familien in der Stadt. Die Bevölkerungsdichte beträgt 510,9 Einwohner pro km². 85,07 % der Bevölkerung sind Weiße, 2,17 % Afroamerikaner, 0,08 % amerikanische Ureinwohner, 10,54 % Asiaten, 0,01 % pazifische Insulaner, 0,89 % anderer Herkunft und 1,25 % Mischlinge. 4,79 % sind Latinos unterschiedlicher Abstammung.
Von den 15.561 Haushalten haben 38,0 % Kinder unter 18 Jahre. 66,6 % davon sind verheiratete, zusammenlebende Paare, 7,3 % sind alleinerziehende Mütter, 23,6 % sind keine Familien, 19,8 % bestehen aus Singlehaushalten und in 7,6 % Menschen sind älter als 65. Die Durchschnittshaushaltsgröße beträgt 2,71, die Durchschnittsfamiliengröße 3,14.
25,7 % der Bevölkerung sind unter 18 Jahre alt, 4,9 % zwischen 18 und 24, 32,6 % zwischen 25 und 44, 24,2 % zwischen 45 und 64, 12,7 % älter als 65. Das Durchschnittsalter beträgt 38 Jahre. Das Verhältnis Frauen zu Männer beträgt 100:92,5, für Menschen älter als 18 Jahre beträgt das Verhältnis 100:88,4.
Das jährliche Durchschnittseinkommen der Haushalte beträgt 88.308 USD, das Durchschnittseinkommen der Familien 99.832 USD. Männer haben ein Durchschnittseinkommen von 67.089 USD, Frauen 49.096 USD. Der Prokopfeinkommen der Stadt beträgt 39.555 USD. 2,1 % der Bevölkerung und 1,6 % der Familien leben unterhalb der Armutsgrenze, davon sind 1,7 % Kinder oder Jugendliche jünger als 18 Jahre und 3,7 % der Menschen sind älter als 65.

## Persönlichkeiten
- Casey Murphy (* 1996), Fußballspielerin